# Бёрнет, Джон
Джон Бернет (англ. John Burnet; 09.12.1863, Эдинбург — 26.05.1928, Сент-Андрус) — британо-шотландский эллинист. Профессор Сент-Эндрюсского университета (1891—1926). Член Британской академии (1916). Его труды посвящены главным образом древнегреческой философии, её зарождению; наиболее известен он своей работой, посвящённой Платону.
Родился в семье адвоката, старший из пятерых детей.
Учился в Королевской высшей школе и в 1880—1882 годах в Эдинбургском университете, а с 1883 года в оксфордском Баллиол-колледже, который окончил с первоклассной степенью магистра искусств в 1887 году.
Затем до конца жизни преподаватель Сент-Эндрюсского университета, с 1891 года профессор, в 1892—1926 годах занимал греческую кафедру (в 1909 году он получил предложение занять эту кафедру в Гарварде, однако отказался).
Как отмечает А. В. Лебедев, Дж. Бернету - "блестящему филологу и знатоку источников" - мы обязаны концептуальным сведением воедино досократиков (1892).
Труды
- Early Greek Philosophy. London and Edinburgh: A. and C. Black, 1892. 2nd edition, 1908. 3rd edition, 1920. 4th edition, 1930. ("Раннегреческая философия")
- Greek Philosophy: Thales to Plato. London, MacMillan, 1914.